# Actaea asiatica
Actaea asiatica là một loài thực vật có hoa trong họ Mao lương. Loài này được H.Hara mô tả khoa học đầu tiên năm 1939.

## Hình ảnh

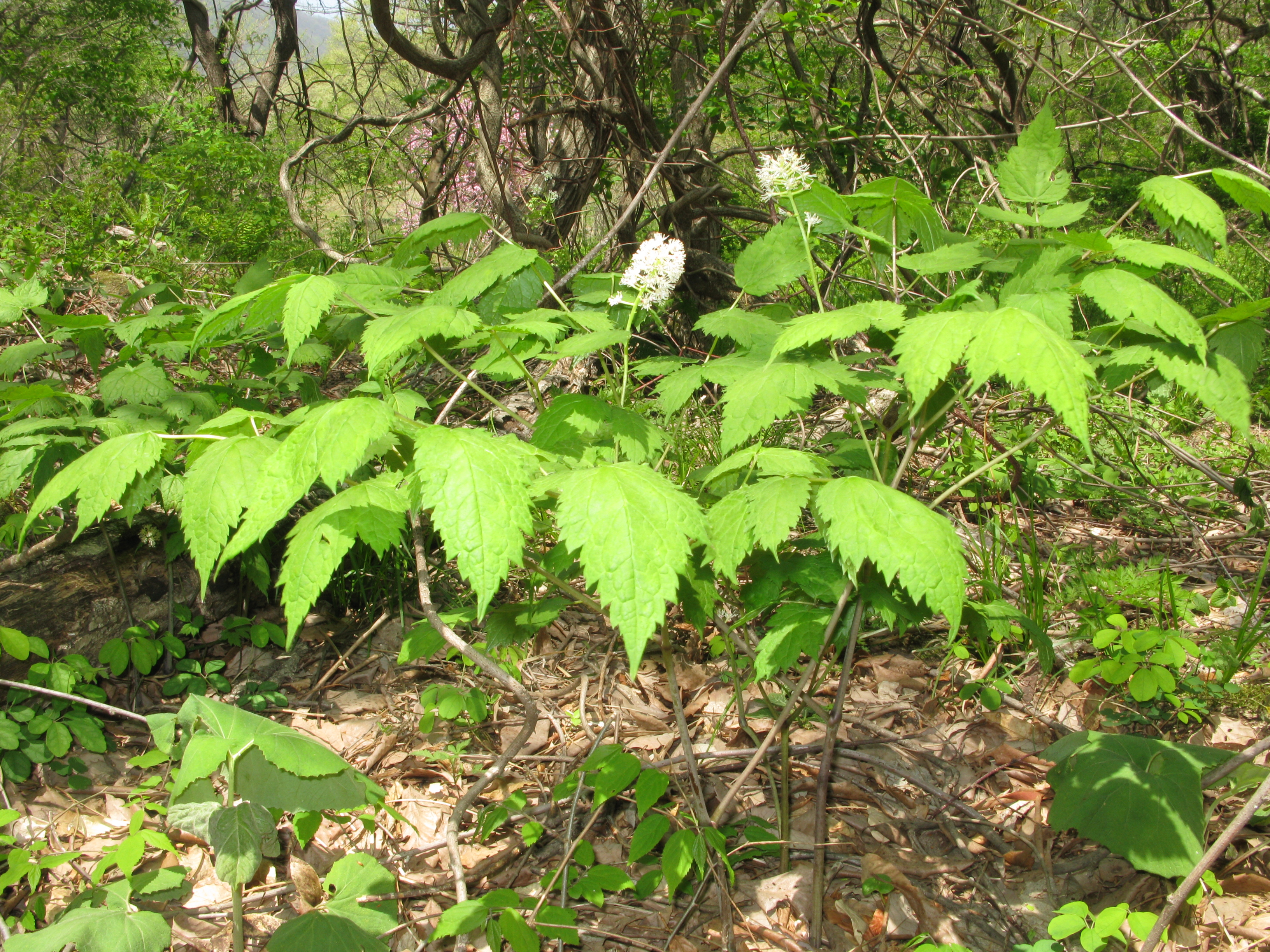